# Arnaldo da Silveira
Arnaldo Patusca Silveira, conhecido simplesmente como Arnaldo Silveira (Santos, 6 de agosto de 1894 — Santos, 24 de junho de 1980) foi um futebolista brasileiro que atuou como atacante e também exerceu função de treinador.
Filho de Turíbio Xavier da Silveira e Josefina Patusca da Silveira, era sobrinho do primeiro presidente do Santos FC, Sizino Patusca, e primo-irmão dos futebolistas Araken Patusca e Ary Patusca.
Sua baixa estatura lhe rendeu o apelido de "Miúdo".

## Carreira
Iniciou sua carreira futebolística em 1906 no SC Americano.
Em 1910, mudou-se para o São Paulo Athletic Club.
Com apenas 17 anos, fez parte da fundação do Santos FC em 14 de abril de 1912, junto aos outros 38 jovens, estudantes e empregados do comércio. Foi dele o primeiro gol da história do clube, no dia 15 de setembro de 1912, na vitória sobre o Santos Athletic Club, o Clube dos Ingleses.
Foi o artilheiro do time na conquista do primeiro título, o Campeonato Santista de 1913, com 13 gols.
Em 1914, quando jogou no clube Paulistano, venceu com a Seleção Brasileira a Copa Roca.
Em 1915, ele voltou para Santos e conquistou o Bicampeonato Santista em 1915. Como jogador do clube, participou do torneio Copa América de 1916, que é o primeiro campeonato continental da história do futebol. O Brasil ficou em terceiro lugar e Arnaldo jogou nos três jogos - com o Chile (estreia de Arnaldo na seleção), Argentina e Uruguai - e não marcou gol.[carece de fontes?]
Foi convocado também para a Seleção Brasileira que conquistou a Campeonato Sul-Americano de Futebol de 1919, sendo o capitão do time. Pela sul-americano, o atleta atuou em quatro partidas.[carece de fontes?] Foi o primeiro título internacional do futebol brasileiro, o campeonato sul-americano de seleções daquele ano.
No dia 14 de abril de 1918, no aniversário de seis anos do Santos, em uma partida amistosa, contra o Botafogo, Arnaldo Silveira, num gesto de fair play, ao cobrar um pênalti, chutou propositalmente para fora. Foi abraçado pelos jogadores do Botafogo (a partida já estava em 6–1). O resultado final do jogo foi Santos 8–2 Botafogo.
Nos seus 130 jogos com a camisa do Santos, marcou 76 gols.
Parou de jogar aos 27 anos, pois o pai de sua namorada não gostava que ele fosse jogador. Depois de deixar os gramados, trabalhou na área administrativa do clube.
Em sua homenagem, uma rua no bairro do Estuário, em Santos, foi nomeada com o seu nome: “Rua Arnaldo Silveira”.

## Títulos
Santos FC
- Campeonato Santista[1]: 1913 e 1915

Seleção Brasileira
- Copa Roca: 1914
- Campeonato Sul-Americano de Futebol: 1919